# Privesomorphus sinuatifrons
Privesomorphus sinuatifrons är en insektsart som beskrevs av Schmidt 1912. Privesomorphus sinuatifrons ingår i släktet Privesomorphus och familjen Nogodinidae. Inga underarter finns listade i Catalogue of Life.